# HD 10307
Désignations
HD 10307, également désignée HR 483, est une étoile binaire située à environ ∼ 41 a.l. (∼ 12,6 pc) de la Terre dans la constellation d'Andromède.

## Système
La première composante, HD 10307 A est une naine jaune de type spectral G1,5V. Sa taille est similaire à celle du Soleil et sa luminosité est 44 % supérieure par rapport à la luminosité solaire. La deuxième composante, HD 10307 B est une naine rouge, sa taille est de 30 % celle du Soleil, et sa luminosité de moins de 1 %. Cette deuxième étoile possède une orbite excentrique, elle est séparée de la première composante d'une distance qui varie entre 4,5 ua au minimum, à 10,5 ua au maximum. 

## Potentialité de vie
En septembre 2003, HD 10307 a été identifiée par Margaret Turnbull de l'Université d'Arizona comme l'une des meilleures candidates susceptibles d'accueillir la vie. Cette analyse a été basée sur le catalogue HabCat. Si une planète orbitait dans la zone habitable de HD 10307 A, la vie ne serait pas dérangée par l'autre étoile qui serait trop éloignée et trop peu lumineuse.